# 贝尔蒂·福格茨
汉斯-胡贝特·“贝尔蒂”·福格茨（德語：Hans-Hubert "Berti" Vogts，德語發音：[ˈbɛʁtiː ˈfoːkts];，1946年12月30日—），前德國足球員，現任足球教練。

## 球員生涯

### 球會
出生於的福格茨是著名的德國足球員，他一生之中就只效力過。司職右边后卫的福士於1970年協助球會贏得了德甲冠軍，當時福士只是25歲不到。當時门兴格拉德巴赫是德甲的頂級強權，除了福士之外，還包括了門將克列夫、後防球員維特坎普、中場球員內策爾與兩位前線球員威默與海因克斯，佛格茨跟後三人更是國家隊常客。
1971年，福士等猛將為球會再次贏得聯賽冠軍，而福士更於同年首次奪得德國足球先生的個人至高榮譽。後來兩年，慕遜加柏得到了德國盃的冠軍，並打入了歐洲足協杯，更晉身了決賽，可惜最終不敵利物浦，與冠軍無緣。
福士再次參與歐洲足協杯的決賽要到1975年，這一年，福士在隊中奪得了聯賽的冠軍，又於足協杯中兩回合以5:1擊敗荷蘭球會的屯特，贏得了該錦標賽，這個冠軍不僅是隊史，也是福士的第一個歐洲賽事冠軍。
這次的勝利不但是由於球會的前線球員表現出色，當中，其他的隊員也功不可沒，冠軍與福士防守的技術不無關係，慕遜加柏也逐漸成為歐洲的強隊之一。後年於1977年，福士以隊長的身份為球會獲得聯賽的三連冠，同年，慕遜加柏晉身歐聯的決賽，但1:3再次敗在利物浦的腳下。
1979年，福士再次贏得了歐洲足協杯的冠軍，又第二次得到德國足球先生的獎項。

### 國家隊
在國家隊方面，該位右後防球員，首次為國家隊上陣是於1967年5月30日對南斯拉夫。在1970年世界杯，福士以正選之名代表西德出賽，在四強賽中最終以3:4不敵意大利，只能得到季軍。
兩年後的，西德雖然得到了冠軍，但福士的先發位置被霍特格斯取代。1974年世界杯，福士從後者手中奪回正選，代表西德以主場之利出賽，決賽中他對克魯伊夫嚴密的貼身看防成效顯著，成功癱瘓了這位三屆歐洲足球先生的荷蘭隊長，而荷蘭在克魯伊夫無法有效組織進攻的情況下戰術大亂，最後西德在決賽中以2:1險勝荷蘭，贏得了世界球壇的最高寶座，福格茨也成功入選全明星隊。
1976年歐洲國家盃預選賽時，福士再次成為了後備球員，但八強賽開始重獲教練信任，以先發身分參加四強後的正式賽事，決賽中乌利·赫内斯在PK賽時失手，西德只能拿下亞軍。兩年後的1978年世界杯，由於西德正處於青黃不接的時期，福士雖然是該屆唯一入選全明星隊的西德選手，最終還是有心無力，爆冷輸給奧地利後八強出局，未能蟬聯冠軍（實際上就算獲勝也僅能參加季軍賽）。出局後，福士退出了國家隊，1年後福士掛靴，正式告別球員生涯。

## 教練生涯
結束球員生涯後，福士成為領隊，八十年代執教西德青年隊。1990年世界杯後福士接替老隊友貝肯鮑爾的位子，執掌德國國家隊，曾取得1992年歐洲國家杯亞軍和1996年歐洲國家杯冠軍，但在世界杯福士的表現卻未能令人滿意，1994年和1998年兩次世界杯都在八強出局，隨後沒多久便宣佈辭職。兩年後福士接掌勒沃庫森，可惜執教期間與隊中一眾球員發生嚴重糾紛，結果只執教後一年便宣佈辭職，更公開指責陣中球員。不久福士亦執教科威特以及蘇格蘭，同樣戰績慘淡。直到2006年4月一日，德國首都報章曾經傳出他將在7月接替艾力克森出任英格蘭國家隊教練一職，後來其空缺改由麥卡倫和卡佩羅接任。2007年1月，福士執教尼日利亞，尼日利亞在2008年非洲國家盃八強出局後，福士辭職，斯間曾傳出他將轉任車路士教練，後來在2008年4月改任阿塞拜疆教練，2年後他獲續約至2012年，並粉碎他接替卡比路執掌英格蘭國家足球隊教練之謠言。
福士雖然經驗豐富，但最大問題在於他和球員關係向來都不太好，大大影響他的成績。

## 榮譽

### 球員生涯
門興格拉德巴赫
- 德甲聯賽冠軍：1969/70年度，1970/71年度，1974/75年度，1975/76年度，1976/77年度
- 德國足協盃冠軍：1972/73年度
- 歐洲足協盃冠軍：1974/75年度，1978/79年度

西德國家隊
- 歐洲足球錦標賽冠軍：1972年
- 國際足總世界盃冠軍：1974年

### 教練生涯
德國國家隊
- 歐洲足球錦標賽冠軍：1996年

### 個人榮譽
- 德國足球先生(2次)：1971年，1979年
- 世界足球雜誌年度最佳領隊：1996年

## 外部連結
- Unofficial fansite (German)（页面存档备份，存于） - Vogts has no official website
- The Scottish Football Association's page on Vogts
- Leverkusen who's who（页面存档备份，存于）